# Bruno Habārovs
Bruno Habārovs (* 30. April 1939 in Riga; † 29. August 1994 ebenda) war ein lettischer Degenfechter, der für die Sowjetunion antrat.

## Erfolge
Bruno Habārovs größter Erfolg war der Gewinn der Weltmeisterschaft 1959 in Budapest, vor Allan Jay und Giuseppe Delfino. Mit der Mannschaft gewann er zudem Silber. Bei den Olympischen Spielen 1960 in Rom erfocht er hinter Delfino und Jay die Bronzemedaille in der Einzelkonkurrenz. Auch mit der Mannschaft gelang ihm der Gewinn der Bronzemedaille. Im Jahr darauf wurde er mit ihr zudem in Turin Weltmeister und sicherte sich darüber hinaus mit ihr Bronze bei den Weltmeisterschaften 1962 in Buenos Aires und 1965 in Paris.